# Птериги
Птериги (понякога четени като птеруги, от гръцки, означаващо пера) се наричат кожените или платнени ленти, от които са правени декоративни поли, носени около кръста от Римските и Древногръцките войници, както и подобните ленти, приличащи на еполети, носени на раменете, или по-късните, носени предимно в Близкия Изток през Средновековието ленти, закачени отзад на шлемовете за да предпазват врата без да пречат много на главата да се движи.
- Кожени птериги закачени на византийски шлем.
- Лента птеруга с изображение на Юпитер-Амон (вероятно от статуя ?). От сбирката в Musée des beaux-arts de Lyon